# El Arish International Airport
El Arish International Airport (arabiska: مطار العريش الدولي) är en flygplats i Egypten. Den ligger i den nordöstra delen av landet, 270 km öster om huvudstaden Kairo. El Arish International Airport ligger 36 meter över havet.
Terrängen runt El Arish International Airport är platt. Runt El Arish International Airport är det ganska tätbefolkat, med 185 invånare per kvadratkilometer. Närmaste större samhälle är Al-Arish, 7,4 km nordväst om El Arish International Airport. Trakten runt El Arish International Airport är ofruktbar med lite eller ingen växtlighet.